# 헛소리 (시리즈)
헛소리 시리즈(戯言シリーズ)는 일본의 고단샤 노벨스에서 출간되는 니시오 이신의 소설 시리즈이다. 2016년 5월 5일에 TV 애니메이션화가 발표되었다.

## 개요
21세기 초 일본을 배경으로 하고 있으며, 주인공(정확히 이름이 밝혀져 있지 않고 여러 명칭으로 불리고 있다. 등장 인물에 따라 다르게 부르기도 하고, 한 사람이 여러 명칭으로 부르기도 하는데 주로 이짱으로 불린다. 그 외 명칭은이땅, 이이, 잇군, 이노지, 잇키, 이이형, 이이노, 이노스케, 헛소리꾼, 사기꾼, 주인공, 사부님, 등이 있다.)에게 일어나는 사건들에 관한 이야기이다.
니시오 이신의 대뷔작이며‘제23회 메피스토상’을 수상했다 2002년에 발간되었고 총 6타이틀 9권의 〈헛소리 시리즈〉가 진행돼 2005년 11월 최종 완간되었다(한국에서는 2006년 발간 2009년 완간). 장르는 신 본격 미스테리이고 초기 작품은 미스테리 소설의 분위기를 띄지만 시리즈가 이어지면서 미스테리적 요소는 점점 적어지다가 모든것의 래티컬(上, 中, 下, 총3귄으로 이루어짐)에서는 미스테리 요소가 거의 사라지고 엔터테이먼트적인 요소만 남았다.

## 등장인물
※중복 기재가 다수 존재한다.
잘린머리 사이클- 청색 서번트와 헛소리꾼
- 아카가미 이리아 - 젖은 까마귀 깃 섬의 주인
- 한다 레이 - 저택의 주임 메이드
- 치가 아카리 - 세쌍둥이 메이드 * 첫째
- 치가 히카리 - 세쌍둥이 메이드 * 둘째
- 치가 테루코 - 세쌍둥이 메이드 * 셋째
- 이부키 키나미 - 천재 * 화가
- 사시로노 야요이 - 천재 * 요리사
- 소노야마 아카네 - 천재 * 칠우인
- 히메나 마키 - 천재 * 점술가
- 쿠나기사 토모 - 천재 * 기술자
- 사키키 신야 - 이부키 카나미의 간병인
- 나(이야기꾼) - 쿠나기사 토모의 보호자
- 아이카와 준 - 인류 최강의 청부업자

목조르는 로맨티스트- 인간실격*제로자키 히토시키
- 나(이야기꾼) - 주인공
- 제로자키 히토시키 - 살인귀
- 아테미야 무이미 - 과 친구
- 우사미 아키하루 - 과 친구
- 에모토 토모에 - 과 친구
- 아오이이 미코코 - 과 친구
- 아사노 미이코 - 이웃
- 스즈나시 네온 - 아사노 미이코의 친구
- 사사 사사키 - 형사
- 이카루가 카즈히토 - 형사
- 쿠나기사 토모 - ????
- 아이카와 준 - 인류 최강의 청부업자

목매다는 하이스쿨- 헛소리꾼의 제자
- 아이카와 준 - 청부업자
- 유카리키 이치히메 - 의뢰인
- 나(이야기꾼) - 주인공
- 시세이 유마 - '지그재그'
- 하기하라 시오기 - '책사'
- 사이조 타마모 - '암돌(闇突)
- 오리가미 노아 - 이사장

사이코로지컬- 上 우츠리기 가이스케의 헛소리 부수기/下 매력적인 허풍쟁이 코우타
- 쿠나기사 토모 - '사선(死線)의 청색'
- 스즈나시 네온 - 보호자
- 나(이야기꾼) - 주인공
- 사도 쿄이치로 - '타락삼매(墮落三昧)'
- 오가키 시토 - 조수
- 우제 미사치 - 비서
- 코우타리 히나요시 - 연구원
- 네오 후루아라 - 연구원
- 미요시 코코로미 - 연구원
- 카스가이 카스가 - 연구원
- 우츠리기 가이스케 - 해악세균(害惡細菌)
- 아이카와 준 - 청부업자
- 이시마루 코우타 - 대도둑
- 제로자키 이토시키 - 침입자

카니발 매지컬- 살육기술의 니오우노미야 남매
- 나(이야기꾼) - 주인공
- 키가미네 야쿠 - 조교수
- 마도카 쿠치하 - 실험체
- 니오우노미야 이즈무 - 살인청부업자
- 니오우노미야 리즈무 - 명탐정
- 아사노 미이코 - 검객
- 유카리키 이치히메 - 여고생
- 야미구치 호우코 - 소녀
- 이시나기 모에타 - 사신(死神)
- 히야부사 코토마루 - DJ
- 나나나나미 나나미 - 마녀
- 카스가이 카스가 - 학자
- 아이카와 준 - 청부업자
- 사이토 타카시 - 난봉꾼
- 쿠나기사 토모 - 기술자

모든것의 래디컬- 上 13계산/中 붉은 정복vs주황색 씨앗/下 청색 서번트와 헛소리꾼>>
※책 속 등장인물 소개란에는 이때까지 나온 인물들이 전부 소개되어있다. 아래 목록에는 나오지 않는 인물들도 존재한다.
- 아카가미 이리아 - 공주님
- 한다 레이 - 주임 메이드
- 치가 아카리 - 세쌍둥이 메이드 * 첫째
- 치가 하카리 - 세쌍둥이 메이드 * 둘째
- 치가 테루코 - 세쌍둥이 메이드 * 셋째
- 이부키 카나미 - 화가
- 사시로노 야요이 - 요리사
- 히메나 마키 - 점술사
- 소노야마 아카네 - 학자
- 사카키 신야 - 간병인
- 아테미야 무이미 - 학생
- 우사미 아키하루 - 학생
- 에모토 토모에 - 학생
- 아오이이 미코코 - 학생
- 사사 사사키 - 형사
- 이카루가 카즈히토 - 형사
- 시세이 유마 - 지그재그
- 하기하라 시오기 - 책사
- 사이조 타마모 - 암돌(闇突)
- 오리가미 노아 - 이사장
- 샤도 쿄이치로 - 연구원
- 오가키 시토 - 연구원
- 오가키 시토 - 조수
- 우제 미사치 - 비서
- 코우타리 히나요시 - 연구원
- 마요시 코코로미 - 연구원
- 카스가이 카스가 - 연구원
- 우츠리기 가이스케 - 해악세균(害惡細菌)
- 히네모스 스즈 - 이중세계(二重世界)
- 고토도로키 세이고 - 최아야행(罪惡夜行)
- 무네후유 무츠키 - 영구입체(永久立體)
- 나데키리 하쿠라쿠 - 관희난무(狂喜亂舞)
- 이야미나미 효우 - 흉수(凶獸)
- 시키기시 키시키 - 거리(街)
- 시가이 토우노 - 시체(屍)
- 키가미네 야쿠 - 조교수
- 마도카 쿠치하 - 실험체
- 니오우노미야 이즈무 - 살인청부업자
- 니오우노미야 리즈무 - 명탐정
- 아사노 미이코 - 검객
- 유카리키 이치히메 - 소녀
- 야미구치 호우코 - 소녀
- 이시나기 모에타 - 사신(死神)
- 하야부사 코토마루 - DJ
- 나나나나미 나나미 - 마녀
- 이시마루 코우타 - 대도둑
- 제로자키 히토시키 - 살인귀
- 카조 아키라 - 세컨드
- 이치리즈카 코노미 - 공간제작자
- 에모토 소노키 - 닥터
- 우타게 쿠단 - 가공병기(架空兵器)
- 후루야리 즈킨 - 도공(刀工)
- 토키노미야 지코쿠 - 조상술사(操想術篩)
- 미기시타 루레노 - 인형사(人形士)
- 야미구치 누레기누 - 암살자
- 미오츠쿠시 미소라 - 살인청부업자
- 미오츠쿠시 타카미 - 살인청부업자
- 노이즈 - 불협화음
- 키노 라이치 - 병독술사(病毒術師)
- 오모카게 마고코로 - 주황색 씨앗
- 사이토 타카시 - 난봉꾼
- 아이카와 준 - 적색(赤色)
- 쿠나기사 토모 - 청색(靑色)
- 나(이야기꾼) - 주인공

## OVA
니시오 이신 디지털 프로젝트로 기획되어, 2016년 5월 6일에 애니메이션화가 발표되었다. 제1작 〈잘린머리 사이클, 청색 서번트와 헛소리꾼〉은 전8권에 따른 OVA로 같은 해 10월 26일부터 매월 발매될 예정이다. 제작은 작가의 다른 작품인 《〈이야기〉 시리즈》를 제작한 샤프트와 신보 아키유키가 담당한다.

### 스태프
- 원작 - 니시오 이신 〈잘린머리 사이클, 청색 서번트와 헛소리꾼〉(고단샤 노벨스)
- 캐릭터 원안 - 타케
- 총감독 - 신보 아키유키
- 감독 - 야세 유우키
- 시리즈 구성 - 아즈마 토야코, 신보 아키유키
- 캐릭터 디자인 - 와타나베 아키오
- 총작화감독 - 와타나베 아키오, 스즈키 히로후미
- 음악 - 카지우라 유키
- 애니메이션 제작 - 샤프트
- 제작 - 애니플렉스, 고단샤, 샤프트

### 주제가
오프닝 테마 「군청세계」(群青世界)
노래 - 3월의 판타시아
엔딩 테마 「메르헨」(メルヒェン)
노래 - Kalafina

### 각화 리스트
| 화수 | 원어 부제                | 번역 부제               | 각본                     | 그림 콘티             | 연출                  | 작화감독                                          | 코멘터리                                        | 발매일           |
| ---- | ------------------------ | ----------------------- | ------------------------ | --------------------- | --------------------- | ------------------------------------------------- | ----------------------------------------------- | ---------------- |
| 01   | 三日目(1) サヴァンの群青 | 삼일째(1) 서번트의 군청 | 키자와 유키토 (木澤行人) | 야세 유우키(八瀬祐樹) | 야세 유우키(八瀬祐樹) | 스즈키 히로후미(鈴木博文) 이와모토 리나(岩本里奈) | 아이카와 쥰(哀川潤) 나가토로 토로미(長瀞とろみ) | 2016년 10월 26일 |